# 戴夫·史迪布
大衛·安德魯·史迪布（英語：David Andrew Stieb，1964年1月20日—），綽號「大衛先生」，為前美國職棒大聯盟的投手，他生涯曾效力於藍鳥與白襪兩隊。他生涯累積56.9WAR值，至今仍是藍鳥隊史紀錄。此外，他累積103次完投、1658次三振與2873局投球也都是藍鳥隊史紀錄。
史迪布在1980年代共拿下140勝，在同期僅次於名人堂投手傑克·莫里斯。史迪布生涯有四次8局無安打，但最後都在第9局破功。而他在1990年總算投出生涯第一場無安打比賽，而這也是藍鳥隊史目前唯一一場無安打比賽。

## 職業生涯
1978年，他在1A先發四場，繳出2.08的防禦率。隔年他升上3A，防禦率也只有2.12，還拿下5勝2敗。
1979年6月29日，史迪布登上大聯盟。該年他先發18場比賽，送出7次完投。拿下8勝8敗，防禦率4.31。那年藍鳥只拿下53勝109敗，但史迪布已經是隊上表現最好的投手。隔年他成為球隊的二號先發，他在4月投出3次完投，防禦率僅1.06，成功拿下美聯單月最佳投手。同年，他順利入選明星賽，不過球隊戰績僅67勝95敗。
1981年，他繳出3.19的防禦率，為球隊的防禦率王。這年他雖然和球隊高層出現摩擦，但球隊依舊將史迪布視為珍貴資產，不願將他交易。
1982年，史迪布拿下17勝14敗，防禦率3.25，並在賽揚獎票選上拿下第四名。隔年他拿下17勝，防禦率3.04。
1984年，他拿下16勝8敗，藍鳥也在這年衝上美聯第二。同年史迪布入選明星賽先發投手，他投了聯盟最多的268局，但在賽揚獎票選僅拿下第七名。1985年，史迪布以2.83的防禦率拿下美聯防禦率王，藍鳥也在這年首次打進季後賽。他在美聯冠軍賽先發三場，但球隊鏖戰七場依舊輸給皇家。
1986年，史迪布陷入低潮，整季只拿下7勝12敗，防禦率4.74。不過他在1987年隨即調整回來，但球隊卻再也無法複製1985年的戰績。
1988年9月24日和9月30日，史迪布連兩場先發都投出8.2局的無安打，兩次都在最後一位打者身上破功。1989年8月4日，史迪布投出8.2局的完全比賽，結果被第27位打者敲出安打。1990年9月2日，史迪布終於把握住第五次機會，成功投出無安打比賽。
1989年，史迪布締造連續34局無失分的隊史紀錄。該年他拿下17勝8敗，防禦率3.35。但藍鳥在美聯冠軍賽輸給運動家。1990年，史迪布最後一次入選明星賽，該年他的防禦率為2.93。
1991年，史迪布受到肩膀傷勢影響，表現開始大幅下滑。1992年，他只拿下4勝6敗。這年藍鳥拿下隊史首座世界大賽冠軍，但他卻無法上場比賽。1993年，他加盟白襪，僅投了4場比賽後便宣布退休。
1998年，在藍鳥擔任春訓教練的史迪布發現到他的肩傷已經不會影響到他的投球，因此他詢問總教練能否讓他再登上大聯盟投球。後來他在40歲這年成功在大聯盟投了19場比賽，拿下1勝2敗，防禦率4.83。

## 個人生活
2005年，史迪布入選加拿大棒球名人堂。在退休後，史迪布還當起了電吉他手。他的哥哥史蒂夫曾在勇士小聯盟打了三年球。

## 名人堂票選
史迪布在2004年獲得名人堂票選資格，但他僅獲得1.4%的得票率。
後來經過賽博計量學的計算，發現史迪布的成績可能被嚴重低估。因為在1980年代，他的WAR值和標準化防禦率都是整個聯盟最佳。透過JAWS名人堂評分系統計算，史迪布的加權分數甚至比一樣在2004年入選名人堂的投手丹尼斯·艾克斯利還高。
2017年，史迪布表示自己的勝場數不到200勝，可以理解自己無法入選名人堂的原因。不過他還是無法理解自己為何在第一年票選就被刷掉，他甚至覺得這是他人生中的一大羞辱。

## 生涯成績
| 勝投 | 敗投 | 防禦率 | 出賽場次 | 先發 | 完投 | 完封 | 投球局數 | 安打 | 失分 | 自責分 | 全壘打 | 保送 | 三振 | 暴投 | 觸身球 |
| ---- | ---- | ------ | -------- | ---- | ---- | ---- | -------- | ---- | ---- | ------ | ------ | ---- | ---- | ---- | ------ |
| 176  | 137  | 3.44   | 443      | 412  | 103  | 30   | 2895.1   | 2572 | 1225 | 1106   | 225    | 1034 | 1669 | 51   | 129    |

## 外部連結
- 球員資訊和成績在MLB，ESPN，Retrosheet ，Baseball Reference ，Baseball Reference (Minors) ，Fangraphs ，The Baseball Cube （英文）
- 戴夫·史迪布在台灣棒球維基館上的頁面（繁體中文）

| 前任： 馬克·邦貝克     | 多倫多藍鳥 開幕戰先發投手 1983年        | 繼任： 吉姆·克蘭西 |
| 前任： 吉姆·克蘭西     | 多倫多藍鳥 開幕戰先發投手 1985年&1986年 | 繼任： 吉米·基伊   |
| 前任： 陶德·史陶德邁爾 | 多倫多藍鳥 開幕戰先發投手 1991年        | 繼任： 傑克·莫里斯 |
| 前任： 泰瑞·穆爾霍蘭德 | 投出無安打比賽的投手 1990年9月2日       | 繼任： 諾蘭·萊恩   |